# Carl Fredrik Bunæs
Carl Fredrik Bunæs (* 16. Oktober 1939 in Drammen; † 6. Oktober 2022 in Oslo) war ein norwegischer Leichtathlet.

## Leben
Carl Fredrik Bunæs gewann von 1959 bis 1963 fünf norwegische Meistertitel in Folge über 100 Meter. Über 200 Meter wurde er neunfacher norwegischer Meister (1957, 1959, 1960, 1961, 1962, 1963, 1964, 1965, 1966) und über 400 Meter konnte er vier Meistertitel in Folge gewinnen (1963–1966). Darüber hinaus wurde er in verschiedenen Staffelwettkämpfen weitere 25-mal nationaler Meister.
Bei den Olympischen Spielen 1960 in Rom kam er sowohl über 100 als auch über 200 Meter nicht über den Vorlauf hinaus. Bei den Europameisterschaften 1962 in Belgrad startete Bunæs ebenfalls über 100 und 200 Meter. Vier Jahre später ging er bei den Europameisterschaften in Budapest über 400 Meter an den Start. Insgesamt absolvierte er 41 Länderkämpfe für Norwegen.